# Cases de Cotteughes
Les cases de Cotteughes sont un site archéologique situé en France sur la commune de Saint-Vincent-de-Salers, dans la région Auvergne-Rhône-Alpes.

## Localisation
Le site de Cotteughes est situé dans les monts du Cantal, à 1 150 mètres d'altitude, à la limite du bois de Marilhou, au nord du col d'Aulac.

## Historique
Le village fut abandonné à la fin du XIVe siècle, après une occupation continue depuis au moins l'an 1000. Il est difficile de déterminer les causes exactes de cet abandon, mais des facteurs comme la guerre de Cent Ans, la peste et un incendie dévastateur pourraient en être responsables. Un censier datant de 1300 mentionne ses habitants, mais en 1456, aucune trace du village n'existait plus.
L'étude archéologique de 1990 a permis de mieux comprendre la nature et l'organisation de ce site médiéval.

## Description
Les vestiges de Cotteughes couvrent environ quatre hectares et comprennent plus de 30 structures en pierre appelées « cases ». Ces maisons semi-enterrées sont construites en pierres sèches et protégées par des talus pour se prémunir du froid. Chaque case possède une ouverture étroite souvent précédée d'un couloir curviligne, et les toitures étaient faites de chaume. Certaines cases étaient mixtes, servant à la fois de résidence et d’étable. 
Les dimensions varient, les plus petites mesurant environ 3,60 m sur 4 m et les plus grandes dépassant 11 m de long. Les vestiges sont remarquablement bien préservés, avec des murs semi-enterrés qui restent debout jusqu'à 1,90 m de hauteur.

## Protection
Les cases sont classées au titre des monuments historiques par arrêté du 12 septembre 1924.